# Luke Charteris
Luke Caley Charteris (* 9. März 1983 in Camborne, Cornwall, England) ist ein ehemaliger walisischer Rugby-Union-Spieler, der in der zweiten Reihe spielte. Er war für die Newport Gwent Dragons, USA Perpignan, Racing 92 und Bath Rugby sowie die walisische Nationalmannschaft aktiv. Mit seiner Körpergröße von 2,06 m war er vor allem in der Gasse ein wertvoller Spieler.
Charteris wurde in England geboren, wuchs aber in Wales auf. Er begann seine Karriere in Newport im Jahr 2003. Zu seinem ersten Nationalmannschaftseinsatz kam er im November 2004 bei der Niederlage gegen Südafrika. Zuvor hatte er schon für die U19- und U21-Auswahl des Landes gespielt. In der Saison 2006/07 gelang ihm der entscheidende Versuch im Spiel gegen Rugby Calvisano um den letzten Platz im Heineken Cup.
Im November 2007 kehrte Charteris nach zwei Jahren zurück in die Nationalmannschaft und wurde im Spiel gegen den frisch gekürten Weltmeister Südafrika eingewechselt. Unter dem neuen Nationaltrainer Warren Gatland kam er zu mehr Einsatzmöglichkeiten, so wurde er in vier von fünf Spielen der Six Nations 2009 eingesetzt.
2012 wechselte er nach Frankreich, wo er zunächst für Perpignan und später für Racing spielte. Im Jahr 2016 ging er nach England und spielte drei Spielzeiten für Bath, bevor er 2019 seine Vereinskarriere beendete. Bereits zwei Jahre zuvor hatte er sein letztes Länderspiel bei den Six Nations gegen Frankreich bestritten.